# Флаг Чаплыгина
Флаг муниципального образования городское поселение город Чаплы́гин Чаплыгинского муниципального района Липецкой области Российской Федерации — опознавательно-правовой знак, служащий официальным символом муниципального образования.
Флаг утверждён 29 декабря 2005 года решением Совета депутатов города Чаплыгина № 14 и внесён в Государственный геральдический регистр Российской Федерации с присвоением регистрационного номера 2027.

## Описание
«Флаг города Чаплыгина представляет собой белое прямоугольное полотнище с отношением ширины к длине 2:3 и воспроизводящее посередине фигуры герба города: две скрещённые зелёные яблоневые ветви с красными яблоками».

## Обоснование символики
Флаг создан с учётом герба города Чаплыгин разработанного на основе исторического герба уездного города Раненбурга, Высочайше утверждённого 31 марта (11 апреля) 1781 года. Подлинное описание исторического герба гласит:
«…въ серебряномъ полѣ, яблоннаго дерева вѣтви съ плодами положены крестообразно, каковыми плодами сей городъ изобилуетъ».
Есть и мнение, что яблоневые ветви аллегорически указывают на историческое название города Раненбург, искажённое от Ораниенбург — «крепость Оранского», восходящее к наименованию Оранской династии, и ошибочно переведённое как некая бессмысленная «апельсиновая крепость». Тогда как слово sinaasappel — «апельсин» с голландского языка переводится как «китайское яблоко». Яблоня — традиционный символ плодородия, изобилия, знания. Но похоже, что это слишком сложное толкование имеет современное происхождение.
Белый цвет (серебро) — символ чистоты, совершенства, мира и взаимопонимания.
Красный цвет — символ мужества, силы, труда, красоты.
Зелёный цвет — символ природы, здоровья, жизненного роста.